# Queen Marie of Romania
Maria vương hậu România (tiếng Romania: Maria Regina României, tiếng Anh: Queen Marie of Romania) là một bộ phim lịch sử do 
Alexis Cahill và Brigitte Drodtloff đạo diễn, xuất phẩm ngày 15 tháng 06 năm 2019 tại Trung Quốc và 08 tháng 11 năm 2019 tại România.

## Lịch sử
Sau khi nền dân chủ cộng hòa thành lập, vương hậu Marie Alexandra Victoria dù tạ thế đã rất lâu nhưng lại trở thành nhân vật chính trị gây tranh luận sâu sắc nhất trong xã hội và giới sử học România.
Vì thế, các nhà điện ảnh đã chọn các sự kiện lịch sử ngay sau Đệ nhất thế chiến để khắc họa rõ nhân cách vị Vương hậu này. Ngoài ra, đề án điện ảnh này cũng nhằm kỉ niệm 80 năm từ ngày vương hậu Maria từ trần và 100 năm sự kiện Đại Hợp Nhất, có ý nghĩa khai sinh nước România hiện đại.

## Nội dung
Đệ nhất thế chiến kết thúc, vương quốc România hoàn toàn suy kiệt lại sa vào những cuộc tranh đoạt chính trị. Trong nỗ lực tìm ra một giải pháp mới, chính phủ România cử vương hậu Marie lĩnh sứ mạng tới Hòa hội Paris với kì vọng quốc tế công nhận cuộc Đại Hợp Nhất để quốc gia sinh tồn, dễ bề nhận thêm những cứu trợ từ bên ngoài. Bên cạnh những hành động chính trị của vương hậu Maria, công chúng cũng sốt sắng quan tâm tới những mối tư tình của bà với các nhân vật trong chính giới vương quốc România.

## Kĩ thuật
Bộ phim được thực hiện tại București, Paris và London năm 2018.

### Sản xuất
- Tuyển trạch: Greg Kyle, Romeo Magda
- Điều phối: Nora Dumitrescu, Russu Laura
- Phục trang: Claudia Bunea, Ana Ioneci
- Hóa trang: Domnica Bodogan, Mioara Bratu, Cristina Chitu, Stefan Enache, Gabriela Gociu, Parpala Mara, Letizzia Marinescu-Andrei, Nastasia Mateiu, Cristian Constantin Stoica, Clara Tudose
- Hiệu ứng: Petre Nicusor, George Petrache, Alexandru Boncea, Razvan Dit, Razvan Dumitru, Mihaela Magopat, Nicolae Stoica

### Diễn xuất
- Roxana Lupu - Vương hậu Maria của România
- Daniel Plier - Quốc vương Ferdinand I của România
- Iulia Verdeș - Elena Chrissoveloni
- Adrian Titieni - Ionel Brătianu
- Anghel Damian - Vương tử Carol
- Șerban Pavlu - Ernest Ballif
- Sara Chiriacescu - Ileana
- Ioana Teodora Nimigean - Mignon
- Emil Mandanac - Prințul Știrbei
- Robert Cavanah - Joe Boyle
- Philippe Caroit - Contele de Saint-Aulaire
- Dorian Boguta - Colonelul Nodet
- Anastasia Miulescu - Elisabeta
- Adrian Damian - Nicolae Mișu
- Philippe Nevo - Robert de Flers
- Nicholas Lupu - Boris Moscovici
- Adrian Ciobanu - Alexandru Averescu
- Ionut Chermenski - Ministru #2
- Geo Dobre - Ministru #1
- Karen Westwood - Vương hậu Mary của Liên hiệp Anh
- Neculai Predica - Cantacuzino
- Nicholas Boulton - Quốc vương George V của Liên hiệp Anh
- Ronald Chenery - Georges Clemenceau
- Martin Cristian - Butler Alexandru
- Richard Elfyn - Lloyd George
- Tudor Oprișan - Ionică
- Morgan Deare - Nelson Cromwell
- Alexandru Mereuță - Bunicul
- Laura Murray - Nancy Astor
- Patrick Drury - Woodrow Wilson
- William Michael Roberts - David
- Maria Muller - Zizi Lambrino
- Alexandra Salceanu - Alice Alleaume
- Constantin Florescu - Henri Mordacq
- Gica Andrusca - Secretarul Regelui
- Barnaby Taylor - Nicky
- Caroline Loncq - Edith Wilson
- Cingolani Stefano - Vittorio Orlando
- Jor Van Kline - Reporter bătrân
- Ryan Michael Letheren - Reporter englez
- Martin Kenny - Reporter american
- Petre Moraru - Stephen Pichon
- Adrian Rădulescu - Servitorul lui Zizi
- Diana Vladu - Gabrielle de Juvenelle
- Horațiu Michel Bob - Roger Valbelle
- Tsuchiya Naofumi - Saionyi Kimmochi
- Aura Călărașu - Woman without youth
- Claudiu Trandafir - Minister #3
- Alin Rosu -  Reporter român
- Bản mẫu:Necesită citare
- Chuckk Hubbard - Reporter american  #2 (men. ca Charles Stephen Hubard Jr.)
- Dan Tomescu - Minister #4
- Miriam Rizea -  Reporter francez
- Zoe Pacea - Reporteriță franceză #1
- Teresa Luchena - Nun #1
- Delia Danciu - Nun #2
- Lorena-Andrada Zabrautanu - Camerista Reginei Maria
- Josef Kalleder - Servitorul de la Buckingham (men. ca Joseph Kallede)
- Adrian Vâlcu - Thủ tướng Lloyd George
- Constantin Cosma - Majordom
- Dragoș Răceală - Șofer român al Reginei
- Loreta Neculai - Dădaca Principesei Ileana
- Cătălina Nan - Camerista Reginei
- Iorestina Florea - Reporter
- Adrian Eugen Ichim - Fotograf român
- Valentina Sorice - Prietena Reginei

## Phong hóa
Do phía nhà sản xuất không chủ trương thực hiện một xuất phẩm màn ảnh đại vĩ tuyến có yếu tố thương mại để tập trung khai triển ý tưởng nghệ thuật, nên từ năm 2020 bộ phim Maria vương hậu România chỉ chiếu rạp tại Trung Quốc và România ít lâu rồi phát hành miễn phí trên mạng xã hội dưới hình thức đa phụ đề.
Ngày 23 tháng 05 năm 2021, bộ phim lại được tái chiếu tại các cụm rạp Singapore trong thời gian diễn ra Liên hoan phim Liên Âu (European Union Film Festival).
Bộ phim cũng đem lại danh vọng quốc tế cho nữ minh tinh Roxana Lupu.

## Liên kết
1. ↑  Ștefan Lică - Roxana Lupu, actrița care s-a consacrat la Londra în roluri de regine și prințese. „Părea uneori ireal că o interpretez pe regina Angliei“, Adevărul.ro. Adus la 30 iunie 2019. Accesat la ngày 13 tháng 8 năm 2019
2. ↑  ”Queen Marie of Romania„ film românesc produs de unul dintre fondatorii eMAG, ziaruldeiasi.ro, Adus la 10 iunie 2019. Accesat la ngày 9 tháng 8 năm 2019
3. ↑  Filmografia regizorului Alexis Sweet, alexissweet.com, Accesat la ngày 9 tháng 8 năm 2019

### Tư liệu
- Maria vương hậu România tại imdb.com
- Maria vương hậu România tại cinemagia.ro
- Regina Maria Lưu trữ ngày 10 tháng 1 năm 2013 tại Wayback Machine, pe site-ul Casei Regale a României, accesat la 7 septembrie 2013
- Maria, Regina României - povestea vieții mele, serial de articole publicate în „Jurnalul Național", accesat la 7 septembrie 2013
- Regina Maria: „caracterul este destin”, pe site-ul castelului Balcic, accesat la 7 septembrie 2013
- Andreea Lupșor, Regina Maria între critică și laude în istoriografia comunistă Lưu trữ ngày 3 tháng 3 năm 2016 tại Wayback Machine, în „Historia", accesat la 7 septembrie 2013
- Florentina Țone, Povestea unui triumf: vizita Reginei Maria în America Lưu trữ ngày 15 tháng 2 năm 2014 tại Wayback Machine, în „Historia", 19 mai 2010,  accesat la 7 septembrie 2013
- Queen Marie, Regina Maria of Romania Lưu trữ ngày 18 tháng 8 năm 2021 tại Wayback Machine, colecție de articole și galerie foto dedicate reginei Maria, accesat la 7 septembrie 2013
- Silvia Irina Zimmermann, Reginele-scriitoare ale României, pe site-ul „Ars Reginae", accesat la 7 septembrie 2013
- Călin Hentea, Regina mamă a Balcanilor, în „Ziarul de Duminică", 18 noiembrie 2008, accesat la 7 septembrie 2013
- Ion Cristoiu, Însemnări - ce nu ne spune Regina Maria, în „Jurnalul Național", 11 februarie 2007, accesat la 7 septembrie 2013
- Ion Bulei, Amanții reginei, în „Ziarul de Duminică", 20 iulie 2007, accesat la 7 septembrie 2013
- Testamentul Reginei Maria Lưu trữ ngày 31 tháng 5 năm 2016 tại Wayback Machine, în „Historia", accesat la  7 septembrie 2013
- MARIA, Regina Romaniei - Copila cu ochi albastri, Formula AS - anul 2010, numărul 945
- Membrii Academiei Române din 1866 până în prezent - M